# 百按司墓
百按司墓（ムムジャナバカ）是一處古代琉球貴族墓葬群，位於沖繩縣國頭郡今歸仁村字運天。
百按司墓位於運天集落東北側懸崖峭壁的洞窟中，向下可以俯瞰運天港。該墓葬群共有五窟，利用自然洞窟建造墓室，屍骨安置於漆塗的板櫥子之中。
根據《中山世譜》記載，百按司墓是今歸仁貴族之墓，與第一尚氏王朝設置的北山監守有關。該墓中枯骨甚多，安置屍骨板櫥子修飾十分精美，皆銘巴字金紋。該墓葬群所屬的家族大約在尚真王在位時期已經絕嗣。至尚敬王在位期間時，該墓已經破敗，無人祭掃，屍骨外露。
日本吞併琉球後，沖繩縣縣令上杉茂憲於1881年訪問百按司墓，見該墓荒廢，於是在翌年向內務卿山田顯義遞交修復該墓的申請。山田顯義在詢問太政大臣三條實美的意見後，同意使用沖繩縣的預算經費修復百按司墓。
1893年，笹森儀助訪問百按司墓。他驚嘆於板櫥子的精巧奪目，隨後將板櫥子繪製成圖。他還試圖將墓中的遺骨運走，但失敗了。此後，島袋源一郎和菊池幽芳曾分別於1905年和1907年對百按司墓進行調查，島袋源一郎還將板櫥子運往首里博物館。
1926年，京都帝國大學（今京都大學）醫學部的助教授金關丈夫第一次來到百按司墓調查人骨。1928年，金關丈夫第二次來調查人骨，這一次，京都帝大醫學部教授足立文太郎在帝國學士院的資助下，命令金關丈夫前往採集琉球人骨。他在沖繩北部四處收集人骨，帶回京都帝大進行研究。其中，他曾在島袋源一郎的幫助下收集了百按司墓中的人骨數十具。後來，金關丈夫將其收集的人骨標本送給了京都帝大（男性15具、女性11具），另外有一部份（男性19具、女性14具）在他轉到台北帝國大學（今國立臺灣大學）任教時帶往台北帝大。
2017年5月，松島泰勝發起要求歸還百按司墓中遺骨的運動。國立臺灣大學於8月4日表達了想要歸還63具琉球人遺骨的意向。2018年2月26日，眾議員議員照屋寬德向眾議院遞交公開質問狀，要求京都大學歸還遺骨。

## 外部連結
- 百按司墓木棺修理報告書 （页面存档备份，存于）

26°40′57.13″N 128°00′15.6″E / 26.6825361°N 128.004333°E